# Kristján Gauti Emilsson
Kristján Gauti Emilsson (Göteborg, 26 april 1993) is een IJslands voormalig voetballer die als middenvelder of aanvaller speelde.

## Carrière

### FH
Kristján Gauti begon bij FH Hafnarfjörður, waarvoor hij in 2009 in het eerste team in de Úrvalsdeild debuteerde. Vanaf januari 2010 speelde hij, na een stage waarin hij een driejarig contract verdiende, in Engeland bij Liverpool FC. Daar speelde hij tot medio 2012 in de jeugd. Kristján keerde daarna terug bij FH waar hij doorbrak in het eerste team. 

### N.E.C.
Op 23 juli 2014 maakte het Nederlandse N.E.C. bekend dat de IJslander een contract voor drie seizoenen overeengekomen was met de club. Op 3 april 2015 werd hij kampioen in de Eerste divisie met N.E.C. door een 1-0 overwinning op Sparta Rotterdam. Nadat hij in oktober 2015 teruggezet was naar het beloftenteam, werd zijn contract per 5 januari 2016 ontbonden. Hij stopte met profvoetbal en ging een filmopleiding volgen. Vervolgens was hij actief in het toerisme. 

### Terug bij FH
In juni 2020 maakte Kristján Gauti een rentree in het voetbal bij zijn oude club FH. Dit werd geen succes. Kristján Gauti speelde enkel in twee competitiewedstrijden en in een bekerwedstrijd. Hij stopte na het seizoen 2020 wederom.

## Clubstatistieken
| Seizoen | Club   | Competitie     | Competitie | Competitie | Beker | Beker | Overig | Overig | Totaal | Totaal |
| Seizoen | Club   | Competitie     | Wed.       | Dlp.       | Wed.  | Dlp.  | Wed.   | Dlp.   | Wed.   | Dlp.   |
| ------- | ------ | -------------- | ---------- | ---------- | ----- | ----- | ------ | ------ | ------ | ------ |
| 2009    | FH     | Úrvalsdeild    | 3          | 0          | 0     | 0     | 0      | 0      | 3      | 0      |
| 2010    | FH     | Úrvalsdeild    | 0          | 0          | 0     | 0     | 0      | 0      | 0      | 0      |
| 2011    | FH     | Úrvalsdeild    | 0          | 0          | 0     | 0     | 0      | 0      | 0      | 0      |
| 2012    | FH     | Úrvalsdeild    | 9          | 1          | 0     | 0     | 0      | 0      | 9      | 1      |
| 2013    | FH     | Úrvalsdeild    | 16         | 0          | 8     | 2     | 6      | 0      | 30     | 2      |
| 2014    | FH     | Úrvalsdeild    | 9          | 5          | 5     | 7     | 3      | 3      | 17     | 15     |
| 2014/15 | N.E.C. | Jupiler League | 11         | 2          | 0     | 0     | 0      | 0      | 11     | 2      |
| 2015/16 | N.E.C. | Eredivisie     | 3          | 0          | 0     | 0     | 0      | 0      | 3      | 0      |
| 2020    | FH     | Úrvalsdeild    | 2          | 0          | 1     | 0     | 0      | 0      | 3      | 0      |
| Totaal  | Totaal | Totaal         | 53         | 8          | 14    | 9     | 9      | 3      | 76     | 20     |

## Internationaal
Kristján Gauti speelde voor IJslandse jeugdselecties en werd in juni 2014 voor het eerst opgeroepen voor het IJslands voetbalelftal maar debuteerde niet.

## Erelijst
FH
- Kampioen Úrvalsdeild

2009, 2012
- IJslandse Supercup

2009, 2013
 N.E.C.
- Kampioen Eerste divisie

2014/15